# Sorbitanfettsäureester
| Struktur von Sorbit und seines Anhydrids 1,4-Sorbitan    |
| Fünfring- und Sechsringformen der Sorbitanfettsäureester |

Die Sorbitanfettsäureester (Handelsname beispielsweise Span) sind Ester des Sorbits bzw. dessen Anhydriden (Sorbitan, Isosorbid) mit je ein bis drei Fettsäuren. Sorbitan kann aus Sorbit durch Wasserentzug gebildet werden.
Die Sorbitankomponente kann in der Verbindung sowohl als cyclische Furanose- (Fünfring), als auch als cyclische Pyranose-Form (Sechsring) vorliegen. Da im Sorbit- bzw. Sorbitanmolekül mehrere OH-Gruppen vorhanden sind, können bei der Darstellung verschiedene Isomere entstehen.

## Eigenschaften und Verwendung
Sorbitanfettsäureester sind cremefarbene bis bernsteinfarbene Flüssigkeiten oder Feststoffe mit einem charakteristischen Geruch und Geschmack. Sie sind im Allgemeinen in Ölen und auch in den meisten organischen Lösungsmitteln löslich. In Wasser sind sie unlöslich, aber in der Regel dispergierbar. Sorbitanfettsäureester dienen der Stabilisierung von Wasser-in-Öl-Emulsionen. Einige Ester sind in der EU als Lebensmittelzusatzstoffe E 491, E 492, E 493, E 494 und E 495 nur zum Einsatz in bestimmten Lebensmitteln mit einer jeweils festgelegten Höchstmenge zugelassen.
Dazu zählen:
- Kuchen und Kekse sowie Blätterteiggebäck (mit maximal 10 g/kg)
- Schokolade und andere Erzeugnisse aus Kakao (maximal 10 g/kg)
- Fruchtgelees und Konfitüren (mit maximal 25 mg/kg)
- Speiseeis (maximal 500 mg/kg)
- Desserts und Zuckerwaren (mit maximal 5 g/kg)
- Kaffeeweißer (maximal 5 g/kg)
- Backhefe (quantum satis)

## Vertreter
| Name                   | E-Nummer | CAS-Nummer | Empirische Summenformel | HLB-Wert | LD50                      | IUPAC-Name |
| ---------------------- | -------- | ---------- | ----------------------- | -------- | ------------------------- | --- |
| Sorbitanmonolaurat     | E493     | 1338-39-2  | C18H34O6                | 8,6      | 33,6 g·kg-1 (oral, Ratte) | [2-[(2R,3S,4R)-3,4-Dihydroxytetrahydrofuran-2-yl]-2-hydroxy-ethyl]dodecanoat                                           |
| Sorbitanmonopalmitat   | E 495    | 26266-57-9 | C22H42O6                | 6,7      |                           | [2-[(2R,3S,4R)-3,4-Dihydroxytetrahydrofuran-2-yl]-2-hydroxy-ethyl]hexadecanoat                                         |
| Sorbitanmonostearat    | E 491    | 1338-41-6  | C24H46O6                | 4,7      | 31 g·kg-1 (oral, Ratte)   | [2-[(2R,3S,4R)-3,4-Dihydroxytetrahydrofuran-2-yl]-2-hydroxy-ethyl]octadecanoat                                         |
| Sorbitanmonoisostearat | -        | 71902-01-7 | C24H46O6                | 4,7      |                           | |
| Sorbitanmonooleat      | E 494    | 1338-43-8  | C24H44O6                | 4,3      |                           | [2-(3,4-Dihydroxyoxolan-2-yl)-2-hydroxyethyl]-(E)-octadec-9-enoat                                                      |
| Sorbitansesquioleat    | -        | 8007-43-0  | C33H60O6,5              | 3,7      |                           | 2-(3,4-Dihydroxyoxolan-2-yl)ethan-1,2-diol-mono/bis-[(9Z)-octadec-9-enoat]                                             |
| Sorbitantristearat     | E 492    | 26658-19-5 | C60H114O8               | 2,1      |                           | [2-[(2R,3S,4R)-4-Hydroxy-3-octadecanoyloxy-oxolan-2-yl]-2-octadecanoyloxy-ethyl]octadecanoat                           |
| Sorbitantrioleat       | -        | 26266-58-0 | C60H108O8               | 1,8      |                           | [(2R)-2-[(3R,4S)-4-Hydroxy-3-[(Z)-octadec-9-enoyl]oxyoxolan-2-yl]-2-[(Z)-octadec-9-enoyl]oxyethyl]-(Z)-octadec-9-enoat |

## Gesundheitliche Bewertungen
Die Sorbitanfettsäureester gelten als toxikologisch unbedenklich. Die erlaubte Tagesdosis für die Gruppe der Sorbitanfettsäureester beträgt 10 mg/kg Körpergewicht pro Tag. Dies entspricht umgerechnet 26 mg/kg Körpergewicht pro Tag Sorbitanmonostearat.

## Derivate
Ethoxylierte Sorbitanfettsäureester (Polysorbate) werden ebenfalls als Tenside und Emulgatoren verwendet.